# Kabinetsformatie Nederland 1905
Een kabinetsformatie vond plaats in Nederland na de Tweede Kamerverkiezingen van 16 juni 1905. Dit resulteerde op 17 augustus 1905 in het kabinet-De Meester. Het werd gevormd door Liberale Unie (LU) en de Vrijzinnig-Democratische Bond (VDB) met gedoogsteun van de Vrije Liberalen (VL) en de Sociaal-Democratische Arbeiderspartij (SDAP).

## Achtergrond

### Verkiezingsuitslag
Bij de verkiezingen verloren de confessionele partijen verenigd in de coalitie — Algemeene Bond van RK-kiesverenigingen, Anti-Revolutionaire Partij en Christelijk-Historische Partij — hun meerderheid. De liberale partijen verenigd in de concentratie - LU, VDB en VL - behaalden samen 45 van de 100 zetels. De Sociaal-Democratische Arbeiderspartij behaalde zes zetels, en zou daarmee de liberale partijen aan een meerderheid kunnen helpen.

## Formateur Borgesius
Koningin Wilhelmina wilde een gemengd kabinet, dus bestaande uit confessionele en niet-confessionele partijen. Wilhelmina schatte in dat de confessionelen alleen een gemengd kabinet zouden steunen, als gebleken was dat een liberaal minderheidskabinet niet mogelijk was. Ze liet zich daarom bewust adviseren door de behoudend liberale 'stijfkop' Abraham van Karnebeek, die samenwerking met vooruitstrevende liberalen zou afwijzen. Hij adviseerde inderdaad dat de liberalen te verdeeld waren om kabinet te vormen. Een poging van Nicolaas Pierson (LU) om ook Meinard Tydeman (VL) advies te laten geven werd door Wilhelmina afgewezen. De confessionelen zagen in de reactie van Van Karnebeek onvoldoende reden om de antithese te doorbreken en een gemengd kabinet te vormen. Dat zagen zij pas als optie na een mislukte formatie of val van liberaal minderheidskabinet.

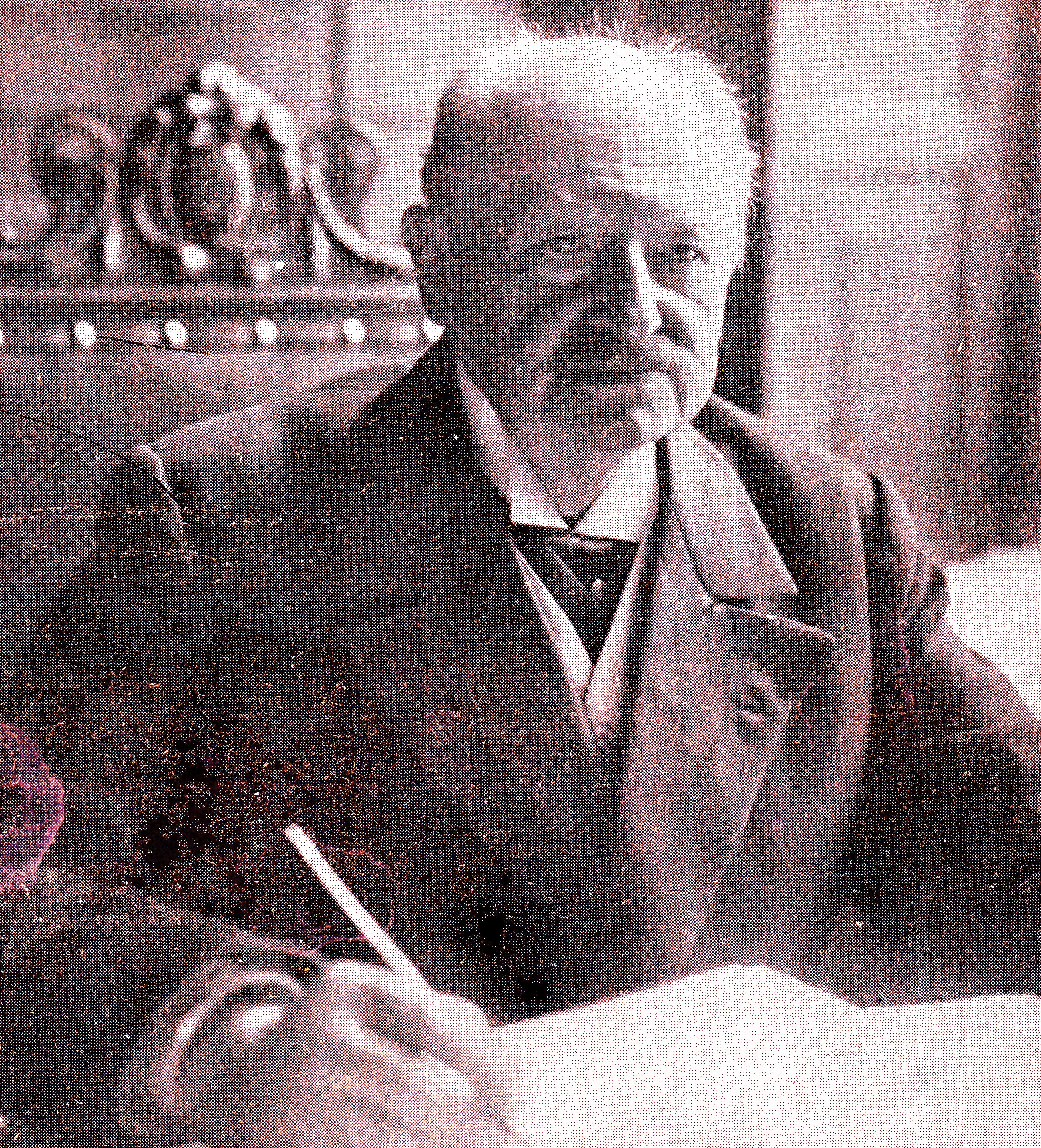
Hendrik Goeman Borgesius in 1913.

Wilhelmina zette daarom in op een liberaal minderheidskabinet met de inschatting dat deze voortijdig zou vallen en daarna zou kunnen leiden tot gemengd kabinet. Wilhelmina wees vervolgens de leider van de LU, Hendrik Goeman Borgesius, aan als formateur. Borgesius had zelf de voorkeur voor een extraparlementair kabinet boven een liberaal minderheidskabinet, omdat hij vreesde dat de laatste te wankel zou zijn. Borgesius liet wel doorschemeren aan Wilhelmina, maar hij kon niet openlijk de verantwoordelijkheid ontlopen.
Het kostte Borgesius veel moeite de liberale partijen samen te brengen. In het bijzonder lag Van Karnebeek dwars. Maar ook de Vrije Liberalen waren niet enthousiast en gedoogden vooral om te voorkomen dat Abraham Kuyper wederom zou regeren.
Borgesius koos ervoor om het premierschap aan een ander over te laten, omdat de liberalen anders zijn zetel in Enkhuizen dreigden te verliezen. Hij vroeg daarvoor Pieter Cort van der Linden, die het alleen wilde doen bij een extraparlementair gemengd kabinet. Ook Wilhelmus Frederik van Leeuwen, Willem Hendrik de Beaufort, Bernardus Reiger wezen af. Kamerlid Gerard Anton van Hamel trok zich om gezondheidsredenen op het laatst terug. Uiteindelijk vond Borgesius beoogd minister van Financiën Theo de Meester bereid het premierschap te accepteren.
Het kabinet werd op 17 augustus 1905 beëdigd.

## Bron
- Hertog, J.P. den (7 november 2007). Cort van der Linden (1846-1935): Minister-president in oorlogstijd: een politieke biografie. Boom, pp. 233-236. ISBN 9789085064992.